# Langå
|  | Denne artikel omhandler stationsbyen Langå i Østjylland; Langå er også en landsby i Nyborg Kommune på Fyn. |
Langå eller Langaa er en stationsby i Østjylland med 2.925 indbyggere  (2025) i Randers Kommune i Region Midtjylland. Langå ligger ved jernbanestrækningen mellem Aarhus og Randers og er udgangspunkt for jernbanen mod Viborg-Skive-Struer, se Langå-Struer-banen.

## Historie
Jernbanen kom til Langå i 1862. Stationen er anlagt ca. 1 kilometer fra den oprindelige landsby, og der opstod hurtigt en særskilt stationsby omkring stationen. I 1875 beskrives byen således: "Langaa med Kirke, Præstegaard, Skole, Jernbanestation og Bageri".
Omkring århundredeskiftet beskrives byen således: "Langaa med Kirke, Præstegd., Skole, Statsbanernes Planteskole, Missionshus (opf. 1899), Hospital (opr. 1655 af Christen Skeel til Ulstrup og Hustru, med et Hus til 6 fattige), Sparekasse (opr. 11/12 1872; 31/3 1899 var Spar. Tilgodeh. 43,944 Kr., Rentef. 3 3/4 pCt., Reservef. 3692 Kr., Antal af Konti 392), Gæstgiveri, Købmandshdlr., Andelsmejeri, Bageri, Jærnbane-, Telegraf- og Telefonst. samt Postekspedition (Byen er Knudepunkt paa den østjydske Længdebane og Tværbanen over Viborg; under Anlæg er ifl. Lov af 27/4 1900 en Langaa-Silkeborg Statsbane, se Silkeborg; i Nærheden fører en stor Bro over Gudenaa)."
I løbet af 1900-tallet voksede stationsbyen sammen med den oprindelige landsby. Langå var indtil 2007 hovedsædet for Langå Kommune, men med Kommunalreformen i 2007 blev den indlemmet i Randers Kommune.

## Faciliteter
Langå har faciliteter som
- En jernbanestation med stop for DSBs intercity-tog mellem Aalborg og København samt for GoCollectives tog mellem Aarhus og Struer. Og kulturstedet Station K
- Langå skole med 0.-9.klasse, der i skoleåret 2019/2020 havde et samlet elevtal på 452[4]; samt tre børnehaver, herunder udebørnehave
- To supermarkeder (Coop365 og Rema1000) og specialbutikker bl.a. bager, sparekasse, apotek, tankstation, optiker, vinhandel, tøjbutik, genbrugsbutik, blomsterhandel, golfbutik, frisører m.m.
- Et stort kulturhus med bibliotek, lokalarkiv, museum, aktivitetshus, galleri m.m.
- Lægehus og to tandlæger, fysioterapeut
- Ældreboliger og plejehjem
- Idrætscenter med sportshal, friluftsbad, motionscenter og mange sportsforeninger m.m
- Et pizzeria og en burgerbar
- En kommunal genbrugsplads
- En campingplads
- En Falck Brandstation
- Værtshus
- Mange gode fiskepladser ved Gudenåen
- Naturen i Langå Egeskov, langs Gudenåen og Langå Sø.

Langå by har været præget af butiksdød de seneste årtier, formentlig fordi Randers Storcenter og butikker i Randers ligger i kun ca. 15 minutters bilkørsel fra byen. Byen har mange aktive borgere som gør et stort arbejde for at vende udviklingen og rette op på den halvtomme butiksgade. Foreningen Langå i Udvikling har opnået offentlig støtte til by- og områdefornyelse samt forsøgsprojekter i Bredgade. Borgerne ser lyst på fremtidens muligheder og mange tiltag har allerede vendt udviklingen.

## Seværdigheder
Jernbanestationen er formentlig den mest kendte bygning i byen pga. de mange togrejsende, men omgivelserne omkring Langå er ligeledes bemærkelsesværdige. Her skal nævnes:
- Amtmand Hoppes Bro fra 1905 fører over Gudenåen ved Langå. Den er Danmarks ældste bro af jernbeton.
- Langå Egeskov er en af de eneste bevarede græsningsegeskove i Danmark. Den ejes af Danmarks Naturfond.
- Langå Sø ligger i Langå by omkranset af byen på tre sider, samt Vestparken. Man kan gå langs søen og rundt om søen.
- Vestpark Festival En årlig festival, der varer en weekend, hvor diverse bands og andre underholdningsgæster optræder. Flere kendte navne har optrådt til Vestpark Festivalen. F.eks. Carpark North, Marie Frank, Saybia, Natural Born Hippies osv. men også mange lokale bands spiller.

## Indbyggertal
| År   | Antal indbyggere |
| ---- | ---------------- |
| 1850 | 316              |
| 1901 | 933              |
| 1930 | 2023             |
| 1960 | 2418             |
| 1981 | 2498             |
| 2000 | 2637             |
| 2010 | 2795             |
| 2015 | 2867             |
| 2017 | 2877             |
| 2024 | 2902             |

## Kendte personer fra Langå
- Egon Johannesen – myrdet dansk teolog.
- Jonas Flodager Rasmussen - vinder af Dansk Melodi Grand Prix 2018, bosat i Langå.
- Marie Frank – dansk sanger bosat i Langå.
- Mads Nielsen - Digter af "En lærke lettede" 1945

## Galleri
- Kulturhuset i Langå med bibliotek
- Gammel jernbanebro over Gudenåen ved Langå
- Langå Sø
- Vandtårnet ved Langå station
- Skulpturen "borgerne" ved rundkørslen tæt på Langå Skole
- Langå station 1912 som jernbaneknudepunkt
- Krigsfanger med tog på Langå station ca.1918